# War of the Worlds (2016)
L'édition 2016 de War of the Worlds est un pay-per-view de catch produit par la Ring of Honor (ROH) et par la New Japan Pro Wrestling (NJPW), qui est disponible uniquement en ligne et par Ustream. Cette manifestation de catch s'est déroulé les 9, 11 et 13 mai 2016 à Dearborn dans le Michigan, puis à Toronto en Ontario et se termine à New York City. Ce fut la 3e édition de War of the Worlds de l'histoire de la ROH.

## Contexte
Les spectacles de la Ring of Honor en paiement à la séance sont constitués de matchs aux résultats prédéterminés par les scénaristes de la ROH. Ces rencontres sont justifiées par des storylines - une rivalité avec un catcheur, la plupart du temps - ou par des qualifications survenues au cours de shows précédant l'évènement. Tous les catcheurs possèdent un gimmick, c'est-à-dire qu'ils incarnent un personnage face (gentil) ou heel (méchant), qui évolue au fil des rencontres. Un pay-per-view comme War of the Worlds est donc un événement tournant pour les différentes storylines en cours.

## Matchs

### Première soirée
| #                                                                | Matchs | Stipulation                                               | Durée |
| ---------------------------------------------------------------- | --- | --------------------------------------------------------- | ----- |
| Dark                                                             | Kamaitachi bat Will Ferrara (en) | Match simple                                              | 6:28  |
| 1                                                                | Matt Sydal et ACH battent Silas Young et Beer City Bruiser | Match par équipe                                          | 7:36  |
| 2                                                                | Roderick Strong bat Lio Rush | Match simple                                              | 10:44 |
| 3                                                                | War Machine (Hanson et Raymond Rowe) (c) battent Chaos (Kazuchika Okada et Gedo) | Match par équipe pour les ROH World Tag Team Championship | 11:52 |
| 4                                                                | Kushida bat Dalton Castle (avec The Boys) | Match simple                                              | 12:58 |
| 5                                                                | Hiroshi Tanahashi et Michael Elgin battent The All Night Express (en) (Kenny King et Rhett Titus) | Match par équipe                                          | 9:54  |
| 6                                                                | Tomohiro Ishii bat Moose (avec Stokely Hathaway) | Match simple                                              | 8:24  |
| 7                                                                | The Addiction (Christopher Daniels et Frankie Kazarian) battent War Machine (Hanson et Raymond Rowe) (c) | Match par équipe pour les ROH World Tag Team Championship | 8:12  |
| 8                                                                | reDRagon (Kyle O'Reilly et Bobby Fish) battent Los Ingobernables de Japón (Jay Lethal et Tetsuya Naito) (avec Taeler Hendrix) | Match par équipe                                          | 16:46 |
| 9                                                                | Bullet Club (Adam Cole, The Young Bucks (Matt Jackson et Nick Jackson et The Guerrillas of Destiny (Tama Tonga et Tanga Roa)) battent Colt Cabana, The Briscoe Brothers (Jay Briscoe et Mark Briscoe) et Motor City Machine Guns (Alex Shelley et Chris Sabin)) | Ten Man Tag Team match                                    | 20:10 |
| (c) désigne le(s) champion(s) défendant son titre dans le match. | |                                                           |       |

### Deuxième soirée
| #                                                                | Matchs | Stipulation                 | Durée |
| ---------------------------------------------------------------- | --- | --------------------------- | ----- |
| Dark                                                             | Bob Evans (en) et Tim Hugues battent Kenny Lush et Rip Impact | Match par équipe            |       |
| 1                                                                | ACH bat Lio Rush | Match simple                |       |
| 2                                                                | Motor City Machine Guns (Alex Shelley et Chris Sabin) battent The Addiction (Christopher Daniels et Frankie Kazarian) et Roppongi Vice (Beretta et Rocky Romero)                                               | Three Way Tag Team match    | 9:30  |
| 3                                                                | Bullet Club (Kenny Omega et The Young Bucks (Matt Jackson et Nick Jackson) battent Hiroshi Tanahashi, Yoshitatsu et Michael Elgin)                                                                             | Six Man Tag Team match      | 9:40  |
| 4                                                                | Kazuchika Okada (avec Gedo) bat Matt Sydal | Match simple                | 8:40  |
| 5                                                                | Colt Cabana bat Adam Page | Match simple                | 7:16  |
| 6                                                                | Jay Lethal (avec Taeler Hendrix) bat Donovan Dijak (avec Prince Nana) | Match simple                | 12:23 |
| 7                                                                | Dalton Castle (avec The Boys) bat Gedo | Match simple                | 7:54  |
| 8                                                                | Tetsuya Naito bat Moose (avec Stokely Hathaway) | Match simple                | 9:28  |
| 9                                                                | The All Night Express (en) (Kenny King et Rhett Titus) battent Jushin Thunder Liger et Cheeseburger (en) | Match par équipe            | 6:42  |
| 10                                                               | Kyle O'Reilly bat Kushida | Match simple                | 11:00 |
| 11                                                               | Dalton Castle (avec The Boys) bat Cedric Alexander (avec Veda Scott), Caprice Coleman et Kamaitachi | Four Corners Survival match | 8:42  |
| 12                                                               | Tomohiro Ishii bat Will Ferrara (en) | Match simple                | 9:28  |
| 13                                                               | The Briscoe Brothers (Jay Briscoe et Mark Briscoe), Roderick Strong et Jay Lethal (avec Taeler Hendrix) battent Bullet Club (Kenny Omega, Matt Jackson et The Guerrillas of Destiny (Tama Tonga et Tanga Roa)) | Eight Man Tag Team match    | 13:16 |
| (c) désigne le(s) champion(s) défendant son titre dans le match. | |                             |       |

### Troisième soirée
| #                                                                | Matchs | Stipulation                                               | Durée |
| ---------------------------------------------------------------- | --- | --------------------------------------------------------- | ----- |
| Dark                                                             | Cheeseburger (en) et Davey Vega battent Joey Daddiego et Juan Francisco de Coronado                                                                                              | Match par équipe                                          |       |
| 1                                                                | reDRagon (Kyle O'Reilly et Bobby Fish) battent The All Night Express (en) (Kenny King et Rhett Titus)                                                                            | Match par équipe                                          | 11:30 |
| 2                                                                | Dalton Castle (avec The Boys) bat Lio Rush, Michael Elgin et Moose (avec Stokely Hathaway)                                                                                       | Four Corners Survival match                               | 11:04 |
| 3                                                                | Kushida bat Silas Young | Match simple                                              | 10:38 |
| 4                                                                | Motor City Machine Guns (Alex Shelley et Chris Sabin) battent Chaos (Beretta et Gedo) (avec Rocky Romero)                                                                        | Match par équipe                                          | 9:30  |
| 5                                                                | The Briscoe Brothers (Jay Briscoe et Mark Briscoe) et Jushin Thunder Liger battent Bullet Club (Adam Page et The Guerrillas of Destiny (Tama Tonga et Tanga Roa))                | Six Man Tag Team match                                    | 9:58  |
| 6                                                                | Donovan Dijak bat Cedric Alexander | Match simple                                              |       |
| 7                                                                | War Machine (Hanson et Raymond Rowe) battent The Addiction (Christopher Daniels et Frankie Kazarian) (c) par DQ                                                                  | Match par équipe pour les ROH World Tag Team Championship | 10:39 |
| 8                                                                | Hiroshi Tanahashi bat Matt Sydal | Match simple                                              | 11:14 |
| 9                                                                | Tetsuya Naito bat ACH | Match simple                                              | 13:52 |
| 10                                                               | Roderick Strong et Jay Lethal (avec Taeler Hendrix) battent Bullet Club (Adam Cole et Matt Jackson) (avec Nick Jackson) et Chaos (Kazuchika Okada et Tomohiro Ishii) (avec Gedo) | Three Way Tag Team match                                  | 16:04 |
| (c) désigne le(s) champion(s) défendant son titre dans le match. | |                                                           |       |